# 愛媛県道245号河辺小田線
愛媛県道245号河辺小田線（えひめけんどう245ごう かわべおだせん）は、愛媛県大洲市から喜多郡内子町に至る一般県道である。

## 概要
大洲市河辺町横山から喜多郡内子町南山に至る。

### 路線データ
- 起点：大洲市河辺町横山（愛媛県道56号内子河辺野村線交点）
- 終点：喜多郡内子町南山（愛媛県道55号小田河辺大洲線交点）

## 地理

### 通過する自治体
- 愛媛県
  - 大洲市 - 喜多郡内子町

### 交差する道路
| 交差する道路               | 市町村名 | 市町村名 | 交差する場所 | 交差する場所 |
| -------------------------- | -------- | -------- | ------------ | ------------ |
| 愛媛県道56号内子河辺野村線 | 大洲市   | 大洲市   | 河辺町横山   | 起点         |
| 愛媛県道342号池田川崎線    | 大洲市   | 大洲市   | 河辺町横山   |              |
| 愛媛県道55号小田河辺大洲線 | 喜多郡   | 内子町   | 南山         | 終点         |

### 沿線
- 大洲市立河辺小学校（起点付近）
- 河辺郵便局（起点付近）